# Dichochrysa zulu
Dichochrysa zulu är en insektsart som först beskrevs av Bo Tjeder 1966.  Dichochrysa zulu ingår i släktet Dichochrysa och familjen guldögonsländor. Inga underarter finns listade i Catalogue of Life.